# Veverka a kouzelná mušle
Veverka a kouzelná mušle je česká filmová pohádka režisérky Věry Plívové-Šimkové z roku 1988.

## Obsazení
| Helena Vitovská     | Kačenka  |
| Veronika Freimanová | matka    |
| Jiří Schmitzer      | otec     |
| Marie Rosůlková     | Pralinka |
| Lubor Tokoš         | děda     |
| Libuše Havelková    | babička  |
| Jan Kalous          | Jožan    |
| Tereza Vokurková    | Monča    |

## Tvůrci
- Námět: Věra Šimková-Plívová
- Scénář: Věra Šimková-Plívová
- Hudba: Michal Pavlíček
- Zvuk: Antonín Kravka
- Zpěv: Bára Basiková
- Režie: Věra Šimková-Plívová
- Kamera: Antonín Holub
- Asistent kamery: Emil Hora
- Střih: Eva Bobková
- Dramaturgie: Milan Pávek
- Fotograf: Michal Fairaizl
- Kostýmy: Marta Kaplerová
- Další údaje: barevný, 67 min.